# Урга — территория любви
«Урга́ — территория любви» (фр. Urga) — совместный советско-французский кинофильм 1991 года режиссёра Никиты Михалкова. Обладатель главного приза Венецианского кинофестиваля.

## Сюжет
Молодая монгольская пара, живущая в степи Внутренней Монголии на севере КНР, по китайским законам не может иметь больше троих детей. Но трое у них уже есть. Тогда Пагма посылает своего мужа Гомбо в город за презервативами. Он едет в город вместе с русским шофёром Сергеем. Вместо презервативов Гомбо покупает телевизор, кепку, велосипед и, вернувшись домой, бежит с Пагмой в степь и втыкает в землю укрюк (монг. уурга) — шест с петлёй на конце, используемый для отлова лошадей из табуна, который в таком положении традиционно сигнализирует, что в данном месте пара занимается любовью.

## В ролях
- Бадема — Пагма / жена Чингисхана
- Байярту — Гомбо, муж Пагмы
- Владимир Гостюхин — Сергей, водитель грузовика
- Ван Цзянг — Баярту, местный чудак / Чингисхан
- Бао Юнгянь — Бурма, дочь Пагмы и Гомбо
- Вуринил — Буин, сын Пагмы и Гомбо
- Бабушка — мать Гомбо, бабушка Бурмы и Буина
- Ван Бяо — Ван Бяо, китайский пианист
- Николай Ващилин — Николай Николаевич, приятель Сергея
- Лариса Кузнецова — Марина, жена Сергея (озвучила Лариса Удовиченко[1])
- Никита Михалков — велосипедист на улице китайского города
- Бао Цзиньшэнь, Джон Бочинский — эпизодические роли

Большинство ролей в фильме исполнили китайские актёры. В качестве камео на экране появились актёр-пианист Ван Бяо и режиссёр фильма Никита Михалков. Закадровый перевод иностранных реплик также читает Михалков.

## Награды
- «Золотой лев» Венецианского кинофестиваля (1991)
- Государственная премия Российской Федерации (1993)[2]
- Премия «Ника» за лучшую режиссуру (1993)
- Номинация на премию «Золотой глобус» (1993) за лучший фильм на иностранном языке
- Номинация на премию «Оскар» (1993) за лучший фильм на иностранном языке.